# Ela Anacona
Ela Belén Anacona (Buenos Aires, 20 de octubre de 2000) es una golfista argentina.

## Trayectoria
Comenzó a jugar al golf a los cuatro años influenciada por su padre.
Desde los 11 años se entrena en el centro de alto rendimiento de la Asociación Argentina de Golf (AAG).
Fue dos veces campeona argentina de menores. Obtuvo en tres ocasiones el Abierto de la República de Damas, en el que participan profesionales y aficionadas.
Fue campeona sudamericana pre-juvenil y luego campeona sudamericana juvenil. 
Obtuvo la medalla de plata en los Juegos Suramericanos de la Juventud de Santiago 2017 en stroke play individuales femenino y la medalla de oro en combinado mixto junto a Mateo Fernández de Oliveira.
En julio de 2018 finalizó en el octavo puesto de la División 15-18 en los IMG Academy Junior World Golf Championships. También participó en los XI Juegos Suramericanos en Cochabamba.
Participó en los Juegos Olímpicos de la Juventud 2018, donde quedó en el quinto puesto en stroke play individuales femeninos y obtuvo la medalla de bronce en equipos mixtos junto a Mateo Fernández de Oliveira.
En marzo de 2019, ganó la Copa Challenger La Voz del Interior del 26° Abierto de golf El Federal disputado en Jockey Club Córdoba. Posteriormente también ganó el 88° Abierto Osde del Centro.
En noviembre de 2023, Ela Anacona tuvo una actuación dominante, ganando el campeonato Latinoamericano Amateur Femenino con un margen de doce golpes. Anacona es apenas el segundo argentino en ganar el torneo. Esta victoria clasificó a Anacona para tres campeonatos importantes (AIG Women's Open, The Chevron Championship y The Amundi Evian Championship), y competirá en el Women's Amateur Championship y en el Hilton Grand Vacations ANNIKA Invitational presentado por Rolex en 2024. 

## Educación Más Alta
Anacona llegó a Estados Unidos en 2019 para estudiar y jugar golf en la Universidad de Arkansas en Fayetteville. Se graduó con su Licenciatura en Economía, con especialización en Psicología, Estudios Internacionales y Negocios Agrícolas. Ela continuó sus estudios de maestría y se graduó en el verano de 2024. En la Universidad de Arkansas, Anacona trabajó como asistente graduada en el Centro Multicultural.
Además de sus contribuciones al golf femenino, Alacona apoyó a la comunidad del campus de la Universidad de Arkansas mientras estuvo en el Centro Multicultural. Creó y ayudó en la programación para comunidades universitarias marginadas. Alacona describió su función de "ayudar a sus compañeros de estudios a encontrar un sentido de pertenencia durante su trayectoria académica".
A través de su red, Anacona pudo establecer una pequeña organización local sin fines de lucro para jóvenes y adultos. Golf for Goobers ofrece lecciones de golf y oportunidades para jugar, al mismo tiempo que imparte lecciones de vida a través de los deportes.